# Порхун, Николай Иванович
Николай Иванович Порхун (укр. Микола Іванович Порхун; 7 февраля 1928, Демчин, Бердичевский округ — 1 апреля 1991, Казатин, Винницкая область) — машинист электровоза локомотивного депо Казатин Юго-Западной железной дороги, Винницкая область, Украинская ССР. Герой Социалистического Труда (1981).

## Биография
Родился 7 февраля 1928 года в селе Демчин в крестьянской семье.
Окончив сельскую школу в родном селе, поступил на учёбу в Казатинские техническое училище № 5, по окончании которого с 1946 года трудился помощником машиниста паровоза. С 1949 года — машинист паровоза, тепловоза и с 1963 года — электровоза. В 1965 году окончил Киевский техникум железнодорожного транспорта.
В 1971 году признан лучшим машинистом Юго-Западной железной дороги. Досрочно за 4 четыре года выполнил личные социалистические обязательства и производственные задания девятой пятилетки (1971—1975).
Во время Десятой пятилетки (1976—1980) добился высоких результатов с перевыполнением производственных задач. Указом Президиума Верховного Совета СССР от 2 апреля 1981 года «за выдающиеся производственные достижения, досрочное выполнение заданий десятой пятилетки и социалистических обязательств» удостоена звания Героя Социалистического Труда с вручением ордена Ленина и золотой медали «Серп и Молот».
После выхода на пенсию работал мастером производственного обучения в Казатинском СПТУ № 17.
Скончался 1 апреля 1991 года. Похоронен на городском кладбище Казатина.

## Награды
- Медаль «Серп и Молот» (2 апреля 1981);
- дважды Орден Ленина (2 апреля 1981, …);
- Почётный железнодорожник (1971);
- Заслуженный работник транспорта Украинской ССР (1974).